# Sulawesihjälmörn
Sulawesihjälmörn (Spilornis rufipectus) är en fågel i familjen hökar inom ordningen hökfåglar. Den förekommer enbart på den indonesiska ön Sulawesi med kringliggande öar. Beståndet anses vara livskraftigt.

## Utseende
Denna art är en medelstor hjälmörn med en kroppslängd på 41–54 cm och vingbredden 105–120 cm. Den liknar orienthjälmörnen, men har helsvart huva och är bandad på buk och flanker. Vidare har den ett rätt smalt ljust tvärband på stjärten. I ansiktet syns bjärt gula ögon och likaså gul bar hud. Benen är mer mattgula. Könen är lika, men honan är något större (5–15 %). Ungfågeln är däremot mycket avvikande, med mörk ögonmask på gräddvitt huvud med svarta streck, mörkbrun ovansida med gräddvita fläckar, brunstreckat vit undersida och smalare stjärtband.

## Läte
Från sulawesihjälmörnen hörs ett upprepat "keek" eller "kek" samt ett "fli-wi-keek", troligen huvudsakligen under spelflykt.

## Utbredning och systematik
Sulawesihjälmörn förekommer på och kring ön Sulawesi i Indonesien. Den delas in i två underarter med följande utbredning:
- Spilornis rufipectus rufipectus – förekommer på Sulawesi och angränsande öar
- Spilornis rufipectus sulaensis – förekommer på Banggaiöarna och Sulaöarna (öster om Sulawesi)

## Levnadssätt
Arten hittas i skogsbryn och gläntor, risfält, kokospalmlundar, välvuxna trädgårdar, ungskog och savann från havsnivån upp till 1000 meters höjd. Födan är i stort sett okänd, men byten som ödlor, små ormar och gnagare har noterats. Den ses ofta över öppen gräsmark och dras till gräsbränder.

### Häckning
Flygga ungar har noterats i maj och äggläggning tros ske i januari–februari. Ensamma fåglar eller par kan ses utföra högljudd högflykt.

## Status och hot
Arten har ett stort utbredningsområde och en stor population med stabil utveckling och tros inte vara utsatt för något substantiellt hot. Utifrån dessa kriterier kategoriserar internationella naturvårdsunionen IUCN arten som livskraftig (LC).

## Taxonomi och namn
Arten beskrevs vetenskapligt av John Gould 1858. Sulawesihjälmörnens vetenskapliga artnamn rufipectus betyder "rödbröstad".